# William Henry Wills

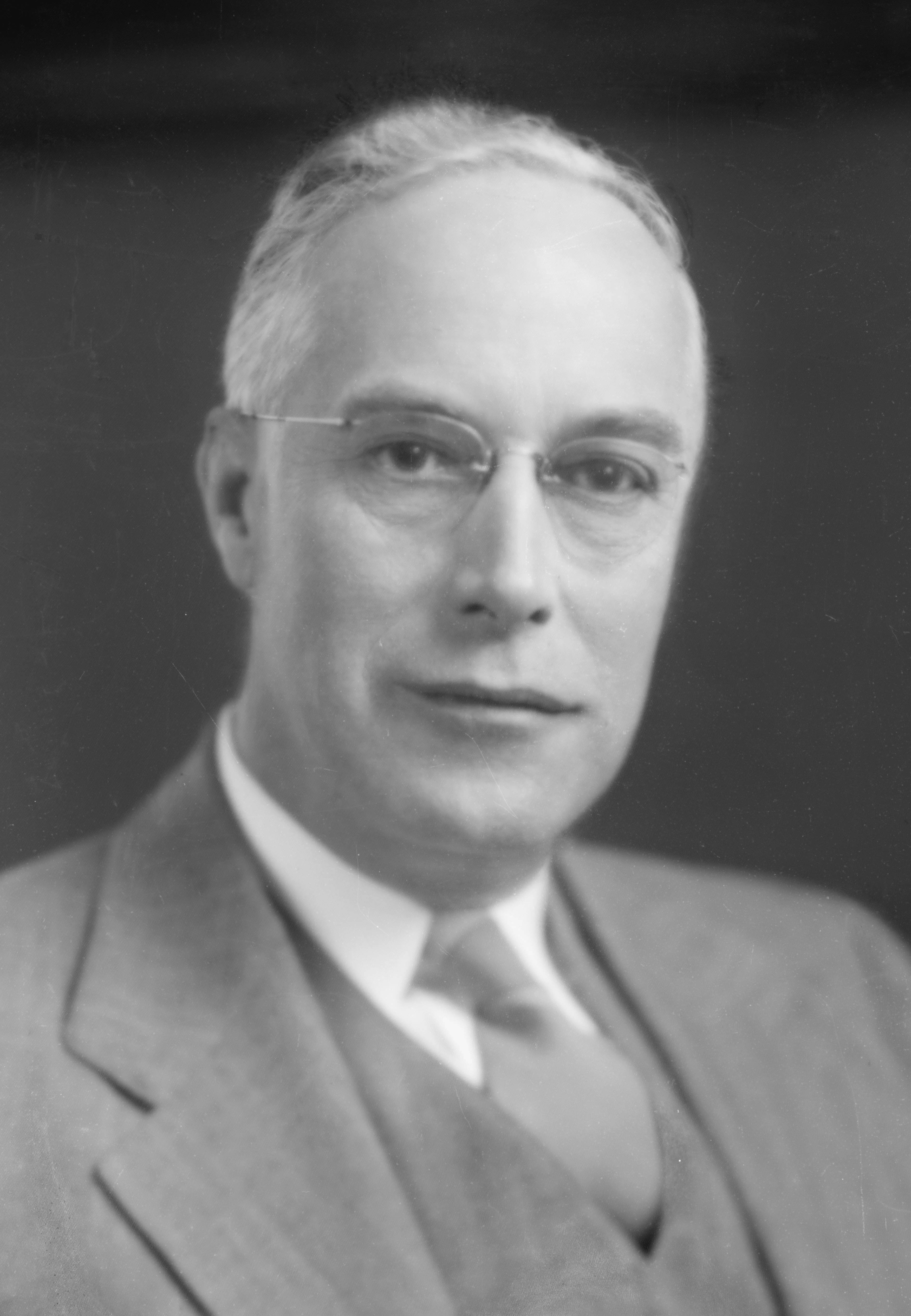
William Henry Wills.

William Henry Wills, född 26 oktober 1882 i Chicago, Illinois, död 6 mars 1946 i Brockton, Massachusetts, var en amerikansk republikansk politiker. Han var guvernör i delstaten Vermont 1941–1945.
Efter faderns död flyttade Wills med sin mor till Vergennes tio år gammal. Han flyttade senare vidare till Bennington och grundade ett försäkringsbolag. Han var också verksam inom fastighetsbranschen.
Wills var viceguvernör i Vermont 1937–1941. Han efterträdde 1941 George Aiken som guvernör. Han efterträddes 1945 av Mortimer R. Proctor. Wills avled följande år och gravsattes på Park Lawn Cemetery i Bennington.